# Nordossetien-Alanien
Koordinaten: 43° 12′ N, 44° 12′ O
Das im Nordkaukasus gelegene Nordossetien-Alanien (ossetisch Республикӕ Цӕгат Ирыстон – Алани Respublikæ Zægat Iryston – Alani, russisch Республика Северная Осетия-Алания Respublika Sewernaja Ossetija – Alanija) ist seit 1991 eine Republik innerhalb der Russischen Föderation.

## Geographie
Nordossetien-Alanien liegt unmittelbar nördlich des Großen Kaukasus. Es reicht von den Gebirgen der Kaukasus-Hauptkette bis ins Tiefland des Terek, der zugleich den größten Fluss des Landes bildet. Ein Nebenfluss des Terek ist der Ardon, der ausschließlich auf dem Gebiet des Landes liegt. Der Terek entspringt an den Hängen des Kasbek, der in der südöstlichen Ecke des Landes an der Grenze zu Georgien liegt. Nordossetien-Alanien grenzt an die russischen Föderationssubjekte Kabardino-Balkarien (im Westen), die Region Stawropol (im Norden), sowie  an Inguschetien und Tschetschenien (im Osten). Im Süden wird die Republik durch den Hauptkamm des Kaukasus von Georgien mit der abtrünnigen Region Südossetien getrennt, es besteht jedoch eine Straßenverbindung durch den 1984 eröffneten Roki-Tunnel.

## Vegetation und Tierwelt
Die südlichen Teile des Landes werden vom Großen Kaukasus bestimmt, dessen Hänge von alpinen Fels- und Schneefeldern über alpine Matten bis in die Bergwälder der tieferen Lagen beherrscht sind. Im Norden des Landes liegen die fruchtbaren Steppenregionen des Terek-Tieflands, wo heute Landwirtschaft dominiert.
Zu den Großtieren, die in den südlichen Landesteilen im zentralen Kaukasus vorkommen, zählen typische Gebirgshuftiere wie die Gämse und der Ostkaukasische Steinbock. Die Bergwälder werden von Maralhirschen, Rehen und Wildschweinen bevölkert. Die großen Raubtiere der Kaukasusregion sind Wölfe, Braunbären und Luchse. Darüber hinaus durchstreifen noch einzelne Leoparden die Region. Im Nordossetischen Naturreservat hält sich zudem eine kleine Population des Wisents, der hier wiederangesiedelt wurde.

## Bevölkerung
Die Bevölkerungsmehrheit bildet die Titularnation der Osseten, die knapp zwei Drittel der Bevölkerung ausmachen. Die Osseten bestehen aus zwei unterschiedlichen Gruppen, den Digoren (Minderheit) und den Ironen (Mehrheit). Die ossetische Schriftsprache beruht auf dem ironischen Dialekt. Die Mehrheit der Osseten praktiziert das orthodoxe Christentum, eine deutlich kleinere Minderheit gehört dem Islam an. Die ursprüngliche ossetische Volksreligion Uazdin ist bis heute ebenfalls nicht vollständig verschwunden.
Zweitgrößte Bevölkerungsgruppe in Nordossetien sind die Russen, deren Zahl jedoch seit mehreren Jahrzehnten rückläufig ist. Russen leben hauptsächlich in der nördlichen Region um Mosdok, in der sie die relative Bevölkerungsmehrheit bilden, sowie in der Hauptstadt Wladikawkas. Die drittgrößte Bevölkerungsgruppe Nordossetiens sind die Inguschen. Kleinere Volksgruppen sind die Armenier, Kumyken und Georgier.
| Volksgruppe | VZ 1926 1 | VZ 1926 1 | VZ 1939 | VZ 1939 | VZ 1959 | VZ 1959 | VZ 1970 | VZ 1970 | VZ 1979 | VZ 1979 | VZ 1989 | VZ 1989 | VZ 2002 | VZ 2002 | VZ 2010 2 | VZ 2010 2 |
| Volksgruppe | Anzahl    | %         | Anzahl  | %       | Anzahl  | %       | Anzahl  | %       | Anzahl  | %       | Anzahl  | %       | Anzahl  | %       | Anzahl    | %         |
| --- | --------- | --------- | ------- | ------- | ------- | ------- | ------- | ------- | ------- | ------- | ------- | ------- | ------- | ------- | --------- | --------- |
| Osseten | 141.723   | 49,6 %    | 165.616 | 50,3 %  | 215.463 | 47,8 %  | 269.326 | 48,7 %  | 299.022 | 50,5 %  | 334.876 | 53,0 %  | 445.310 | 62,7 %  | 459.658   | 64,5 %    |
| Russen | 68.192    | 23,8 %    | 122.614 | 37,2 %  | 178.654 | 39,6 %  | 202.367 | 36,6 %  | 200.692 | 33,9 %  | 189.159 | 29,9 %  | 164.734 | 23,2 %  | 147.090   | 20,6 %    |
| Inguschen | 23.851    | 8,3 %     | 6.106   | 1,9 %   | 6.071   | 1,3 %   | 18.387  | 3,3 %   | 23.663  | 4,0 %   | 32.783  | 5,2 %   | 21.442  | 3,0 %   | 28.336    | 4,0 %     |
| Armenier | 9.185     | 3,2 %     | 8.932   | 2,7 %   | 12.012  | 2,7 %   | 13.355  | 2,4 %   | 12.912  | 2,2 %   | 13.619  | 2,2 %   | 17.147  | 2,4 %   | 16.235    | 2,3 %     |
| Kumyken | 3.153     | 1,1 %     | 85      | 0,0 %   | 3.921   | 0,9 %   | 6.363   | 1,2 %   | 7.610   | 1,3 %   | 9.478   | 1,5 %   | 12.659  | 1,8 %   | 16.092    | 2,3 %     |
| Georgier | 6.057     | 2,1 %     | 6.312   | 1,9 %   | 8.160   | 1,8 %   | 10.323  | 1,9 %   | 11.347  | 1,9 %   | 12.284  | 1,9 %   | 10.803  | 1,5 %   | 9.095     | 1,3 %     |
| Türken | 32        | 0,01 %    | 91      | 0,03 %  | k.Ang.  | ?,?%    | 30      | 0,01 %  | 65      | 0,01 %  | 158     | 0,02 %  | 2.835   | 0,4 %   | 3.383     | 0,5 %     |
| Ukrainer | 19.101    | 6,7 %     | 7.063   | 2,1 %   | 9.362   | 2,1 %   | 9.250   | 1,7 %   | 10.574  | 1,8 %   | 10.088  | 1,6 %   | 5.198   | 0,7 %   | 3.251     | 0,5 %     |
| Tschetschenen | k.Ang.    | ?,?%      | 235     | 0,07 %  | 339     | 0,08 %  | 1.402   | 0,25 %  | 1.760   | 0,3 %   | 2.646   | 0,4 %   | 3.383   | 0,5 %   | 2.264     | 0,3 %     |
| Deutsche | 1.502     | 0,5 %     | 2.929   | 0,9 %   | 789     | 0,2 %   | 2.099   | 0,4 %   | 2.527   | 0,4 %   | 3.099   | 0,5 %   | 964     | 0,14 %  | 588       | 0,08 %    |
| Griechen | 44        | 0,02 %    | 2.006   | 0,6 %   | 2.538   | 0,6 %   | 2.957   | 0,5 %   | 2.999   | 0,5 %   | 2.986   | 0,5 %   | 2.332   | 0,3 %   | 1.880     | 0,3 %     |
| Kabardiner | 622       | 0,2 %     | 357     | 0,1 %   | 1.956   | 0,4 %   | 2.168   | 0,4 %   | 2.214   | 0,4 %   | 2.770   | 0,4 %   | 2.902   | 0,4 %   | 2.802     | 0,4 %     |
| Andere | 12.490    | 4,4 %     | 6.859   | 2,1 %   | 11.316  | 2,5 %   | 14.554  | 2,6 %   | 16.617  | 2,8 %   | 18.482  | 2,9 %   | 20.566  | 2,9 %   | 22.306    | 3,1 %     |
| Einwohner | 285.952   | 100 %     | 329.205 | 100 %   | 450.581 | 100 %   | 552.581 | 100 %   | 592.002 | 100 %   | 632.428 | 100 %   | 710.275 | 100 %   | 712.980   | 100 %     |
| 1 heutiger Gebietsumfang 2 6.557 Personen konnten keiner Volksgruppe zugeteilt werden. Diese Leute verteilen sich vermutlich anteilmässig gleich wie die ethnisch zugeschiedenen Einwohner. |           |           |         |         |         |         |         |         |         |         |         |         |         |         |           |           |

Amtssprachen sind Ossetisch und Russisch. Das Ossetische ist eine iranische Sprache. Die wichtigsten Religionen sind das Christentum in russisch-orthodoxer Ausprägung und der Islam.

## Städte
Fast die Hälfte der Bewohner lebt in der Hauptstadt Wladikawkas. Weitere größere Städte sind Mosdok, Beslan und Alagir. Insgesamt gibt es in Nordossetien-Alanien sechs Städte und eine Siedlung städtischen Typs.
| Stadt*/Städt. Siedlung | Russisch    | Ossetisch   | Stadtkreis/Rajon       | Einwohner (14. Oktober 2010) | Wappen | Lage                 |
| ---------------------- | ----------- | ----------- | ---------------------- | ---------------------------- | ------ | -------------------- |
| Alagir*                | Алагир      | Алагир      | Alagir                 | 20.949                       |        | 43° 2′ N, 44° 13′ O  |
| Ardon*                 | Ардон       | Ӕрыдон      | Ardon                  | 18.774                       |        | 43° 10′ N, 44° 17′ O |
| Beslan*                | Беслан      | Беслӕн      | Prawobereschny         | 36.728                       |        | 43° 11′ N, 44° 32′ O |
| Digora*                | Дигора      | Дигорӕ      | Digora                 | 10.856                       |        | 43° 9′ N, 44° 9′ O   |
| Mosdok*                | Моздок      | Мӕздӕг      | Mosdok                 | 38.768                       |        | 43° 45′ N, 44° 39′ O |
| Sawodskoi              | Заводской   | Заводской   | Stadtkreis Wladikawkas | 16.792                       |        | 43° 6′ N, 44° 39′ O  |
| Wladikawkas*           | Владикавказ | Дзӕуджыхъӕу | Stadtkreis             | 311.693                      |        | 43° 1′ N, 44° 41′ O  |

## Geschichte

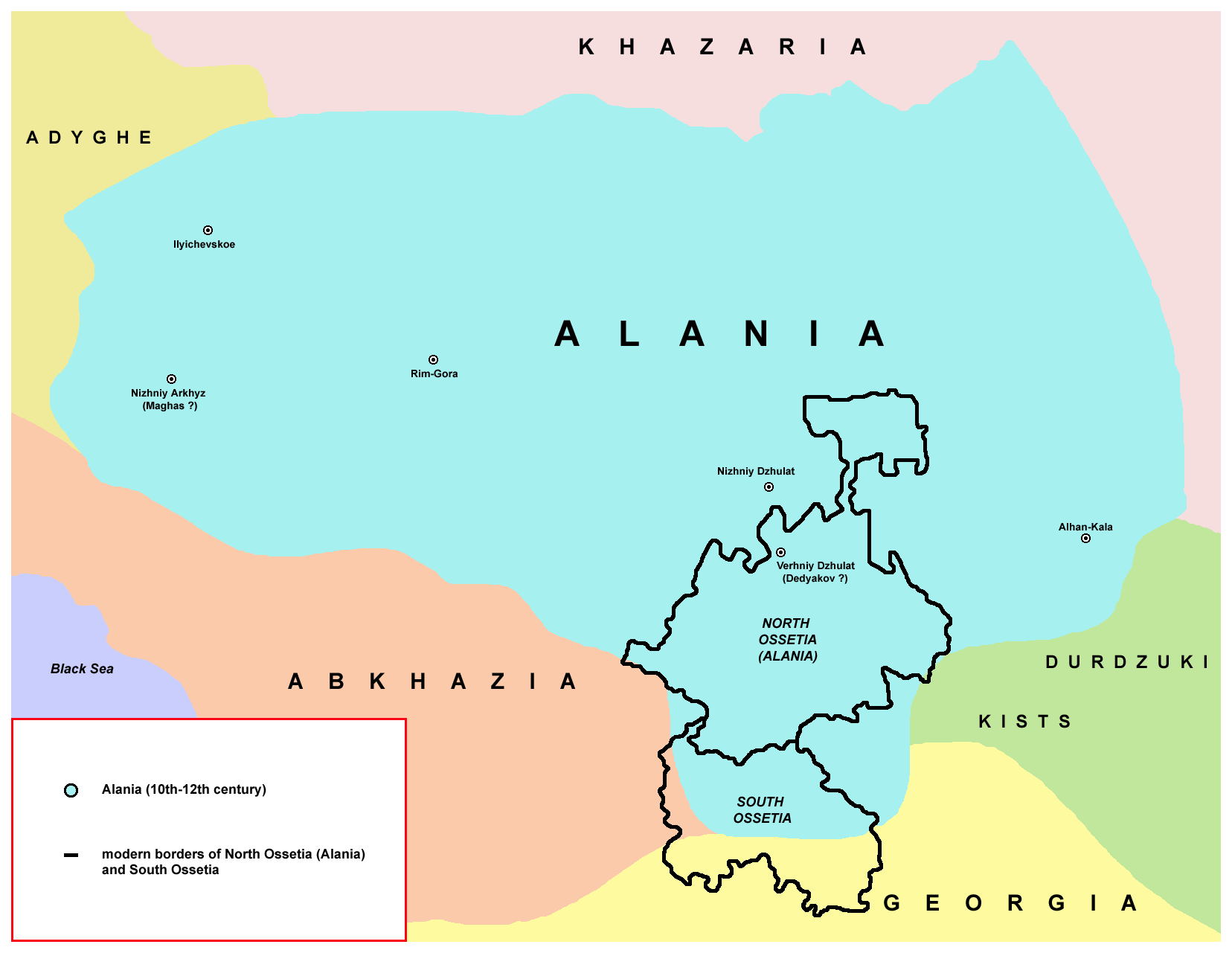

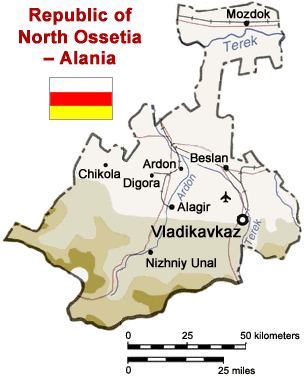
Karte Nordossetien-Alaniens

Die Region ist seit dem Altertum besiedelt. Im 7. Jahrhundert v. Chr. wanderten mit den Skythen verwandte iranische Stämme ein. Im 9. Jahrhundert n. Chr. entstand der Staat Alanien unter dem Volk der Alanen, den direkten Vorfahren der Osseten. Einige Bauwerke aus dieser Zeit sind heute noch vorhanden, u. a. Wehrtürme.
Im 13. Jahrhundert wurde Alanien von den Mongolen verwüstet, später stand die Region unter dem Druck der Osmanen und Tataren, so dass Alanien sich nach Russland orientierte und freiwillig dem Russischen Reich 1776 beitrat. Damit war das Gebiet der Osseten unter den ersten in der Kaukasusregion, die unter russische Oberhoheit gerieten. Es gehörte in der Zarenzeit zu der Oblast Terek, der nach dem Fluss Terek benannt ist und dem auch das heutige Tschetschenien, Kabardino-Balkarien und Inguschetien angehörten.
Die Festung Wladikawkas – heute Hauptstadt – war der erste russische militärische Außenposten in Ossetien.
Zu Zeiten der Sowjetunion war Nordossetien bis 1924 Teil der Autonomen Sowjetischen Sozialistischen Gebirgsrepublik. Am 7. Juli 1924 entstand das „Nordossetische Autonomiegebiet“ im Bereich der Russischen Föderation mit Sitz in Wladikawkas, welches mit der Verfassung von 1936 am 5. Dezember 1936 in Nordossetische Autonome Sozialistische Sowjetrepublik (ASSR) umbenannt wurde.

### Postsowjetische Zeit
Der Zerfall der Sowjetunion führte aber auch dort zu ethnischen Konflikten, die hauptsächlich den Rajon Prigorodny betrafen. Der Ostteil dieses Bezirks gehörte bis 1944 zu Inguschetien bzw. Tschetscheno-Inguschetien. Nachdem Stalin 1944 die Inguschen und Tschetschenen deportieren ließ, wurde dieser Landstrich an Nordossetien angeschlossen und tausende Osseten ließen sich dort nieder. Nikita Chruschtschow rehabilitierte Inguschen und Tschetschenen nach Stalins Tod zwar offiziell und stellte deren autonome Republik wieder her, die Gebietsveränderung zugunsten der Osseten wurde jedoch explizit nicht mehr rückgängig gemacht. Im Laufe der Jahre zogen immer mehr national gesinnte Inguschen zurück in den Rajon Prigorodny und forderten immer offener die Ausgliederung des Bezirks aus Nordossetien. 1989 lebten im gesamten Rajon Prigorodny rund 75.000 Menschen, davon 58,9 % Osseten, 22,1 % Inguschen und 15,7 % Russen. Anderen Angaben zufolge soll der inguschische Bevölkerungsanteil in Prigorodny deutlich höher als in der offiziellen Statistik gewesen sein und könnte über 40 % betragen haben. Im Sommer 1992, als die Sowjetunion bereits aufgelöst worden war, nahmen die Spannungen zwischen Inguschen und Osseten immer stärker zu. Im Oktober 1992 brach schließlich ein offener Krieg zwischen inguschischen Rebellen und Osseten im Rajon Prigorodny aus. Als nach einer Woche russische Sicherheitskräfte intervenierten und die Konfliktparteien voneinander trennten, waren bereits über 600 Menschen ums Leben gekommen und tausende weitere, insbesondere Inguschen, vertrieben worden. Der Konflikt endete mit dem Verbleib von Prigorodny bei Nordossetien.
Auch der Konflikt im benachbarten Tschetschenien belastete Nordossetien stark. So kam es auch hier mehrfach zu Anschlägen tschetschenischer Separatisten, die meist in Wladikawkas und Mosdok stattfanden. In Mosdok sind russische Streitkräfte für den Einsatz in Tschetschenien stationiert. 1999 starben bei einem Anschlag in Wladikawkas 52 Menschen, bei einem Anschlag 2003 in Mosdok 50 weitere. Ihren vorläufigen Höhepunkt erreichte die Terrorwelle in der Zeit vom 1. September bis 3. September 2004. Tschetschenische Terroristen griffen eine Schule der Stadt Beslan an, um Geiseln zu nehmen. Mindestens 331 Menschen, hauptsächlich Kinder, kamen während der Geiselnahme und ihrer gewaltsamen Beendigung durch russische Sicherheitskräfte ums Leben.
Im November 2008 kam es zu einem Anschlag auf ein Sammeltaxi in Wladikawkas durch sogenannte „schwarze Witwen“, weibliche Selbstmordattentäter aus Tschetschenien. 12 Personen wurden dabei getötet, bis zu 40 verletzt. Im September 2010 wurde Wladikawkas Schauplatz eines weiteren Selbstmordattentats, als sich Terroristen im heiligen Monat Ramadan des islamischen Mondkalenders auf einem belebten Stadtmarkt in die Luft sprengten. 12 Menschen starben, 80 weitere wurden verletzt. Seitdem blieb Nordossetien von größeren Anschlägen verschont. Im Gegensatz zu einigen anderen nordkaukasischen Völkern Russlands gab es unter Osseten keine nennenswerte Unterstützung für eine Sezession von Russland. Enge Beziehungen unterhält die Region zum benachbarten Südossetien, das sich in den 1990er-Jahren von Georgien abspaltete. Nordossetien ist heute die am stärksten industrialisierte Region im Nordkaukasus.

## Wirtschaft
Der Großteil der Industrie befindet sich in der Hauptstadt Wladikawkas. Die Flüsse werden zum Teil für Kraftwerke benutzt, vielfach wird auch Quellwasser abgefüllt und als Mineralwasser verkauft. Landwirtschaftlich überwiegen die Schwarzerdeböden im Norden und alpine Weiden im Süden. In den Bergen existieren mehrere Naturparks.
Die wirtschaftliche Lage blieb lange Zeit schwierig. Bis zum Russischen Überfall auf die Ukraine 2022 zahlten junge Nordosseten sogar Bestechungsgelder, um in den russischen Militärdienst zu kommen, wo der Lohn fast das Zehnfache des durchschnittlichen Lohnes in der Region betrug; die Arbeitslosigkeit war eine der Höchsten in Russland.

## Verwaltungsgliederung
Die Republik Nordossetien-Alanien gliedert sich in acht Rajons und einen die Hauptstadt umfassenden Stadtkreis (in der Tabelle grau unterlegt):
| Russ. Name                             | Osset. Name                         | Dt. Name             | Verwaltungssitz                                        | Fläche | Einwohner | Bev.-Dichte |
| Transliteration                        | Transliteration                     | Dt. Name             | Verwaltungssitz                                        | in km² | Quelle    | in E/km²    |
| -------------------------------------- | ----------------------------------- | -------------------- | ------------------------------------------------------ | ------ | --------- | ----------- |
| Алагирский район Alagirski rajon       | Алагиры район Alagiry rajon         | Rajon Alagir         | Алагир / Алагир Alagir / Alagir                        | 2.135  | 34.361    | 16          |
| Ардонский район Ardonski rajon         | Æрыдоны район Ærydony rajon         | Rajon Ardon          | Ардон / Ӕрыдон Ardon / Ærydon                          | 376,5  | 27.728    | 74          |
| Владикавказ Vladikavkaz                | Дзæуджыхъæу Dzæudšychjæu            | Wladikawkas          | -                                                      | 291    | 329.872   | 1.134       |
| Дигорский район Digorski rajon         | Дыгуры район Dygury rajon           | Rajon Digora         | Дигора / Дигорæ Digora / Digoræ                        | 640    | 19.229    | 30          |
| Ирафский район Irafski rajon           | Æрæфы район Æræfy rajon             | Rajon Iraf           | Чикола / Цыкола Čikola / Cykola                        | 1.376  | 15.242    | 11          |
| Кировский район Kirovski rajon         | Кировы район Kirovy rajon           | Rajon Kirow          | Эльхотово / Елхот Ėl'chotovo / Elchot                  | 360    | 27.629    | 77          |
| Моздокский район Mozokski rajon        | Мæздæджы район Mæzdædžy rajon       | Rajon Mosdok         | Моздок / Мæздæг Mozdok / Mæzdæg                        | 1.080  | 86.921    | 81          |
| Правобережный район Pravoberežny rajon | Рахизфарсы район Pachizfarsy rajon  | Rajon Prawobereschny | Беслан / Беслæн Beslan / Beslæn                        | 441,29 | 56.049    | 127         |
| Пригородный район Prigorodny rajon     | Горæтгæроны район Gorætgærony rajon | Rajon Prigorodny     | Октябрьское / Октябрыхъæу Oktjabr'skoje / Oktjabrychæu | 1.460  | 103.827   | 71          |